# Achatia multifaria
Achatia multifaria är en fjärilsart som beskrevs av Walker 1857. Achatia multifaria ingår i släktet Achatia och familjen nattflyn. Inga underarter finns listade i Catalogue of Life.